# Сусам
Сусам (болг. Сусам) — село в Болгарии. Находится в Хасковской области, входит в общину Минерални-Бани. Население составляет 564 человека.

## Политическая ситуация
В местном кметстве Сусам, в состав которого входит Сусам, должность кмета (старосты) исполняет Ганчо Тодоров Костов (Болгарский земледельческий народный союз (БЗНС)) по результатам выборов правления кметства.
Кмет (мэр) общины Минерални-Бани — Орхан Шабан Мюмюн (Движение за права и свободы (ДПС)) по результатам выборов в правление общины.